# Saturnino Nkogo
Saturnino Nkogo Mbomio (194? -  14 de marzo de 2008), comerciante de Malabo y militante del Partido del Progreso de Guinea Ecuatorial (PP). Fue detenido por la policía ecuatoguineana el 12 de marzo de 2008, acusado de tenencia ilícita de armas, lo que posteriormente fue puesto en relación con un supuesto complot dirigido por Severo Moto desde España contra el presidente del país ecuatoguineano, Teodoro Obiang,  y con la posterior detención del líder del PP por intentar mandar armas a Guinea Ecuatorial desde España lo que fue rechazado por el mismo, pero que en cualquier caso llevó al Gobierno de Guinea Ecuatorial a prohibir la importación de vehículos desde el país europeo. El ministro portavoz del Gobierno de Guinea Ecuatorial, Santiago Nsobeya, aseguró que los Servicios de Seguridad del Estado descubrieron "un importante alijo de armas de guerra y cuantiosas municiones también de guerra, consistentes en fusiles de asalto y armas cortas" en el domicilio de Saturnino Nkogo Mbomio.
Falleció en extrañas circunstancias durante su detención, en la prisión de Black Beach, lo que fue denunciado por el partido en el exilio Unión para la Democracia y el Desarrollo Social de Guinea Ecuatorial (UDDS), el partido Convergencia para la Democracia Social (CPDS), la plataforma política DECAM, la Candidatura Independiente de Guinea Ecuatorial y Amnistía Internacional, entre otras, dando lugar también a una pregunta a la Mesa del Congreso de los Diputados de España por el diputado Joan Herrera en mayo ese mismo año, respondida en julio. La Asociación para la solidaridad democrática con Guinea Ecuatorial (ASODEGUE) acusó a la Agencia EFE de no informar sobre el asesinato de Nkogo. La muerte de Saturnino Nkogo tenía lugar unos meses antes de la celebración de las elecciones municipales de Guinea Ecuatorial de 2008.
En junio de 2008 su nombre apareció como imputado en el juicio contra otros seis activistas del PP detenidos en marzo (Cruz Obiang Ebele, Emiliano Esono Michá, Juan Ecomo Ndong, Gumersindo Ramírez Faustino y Bonifacio Nguema Ndong) que fueron juzgados junto al británico-sudafricano Simon Mann, pese a no tener relación sus sumarios, y que el fiscal general de Guinea Ecuatorial, José Oló Obono les acusó de un intento de golpe de Estado. Simon Mann contó con Jose Pablo Nvo Owono como abogado defensor. El juicio resultó en penas de uno a seis años de prisión para cada uno de los seis imputados, lo que provocó protestas por parte del Departamento de Estado de los EE. UU. y la organización Amnistía Internacional.